# Cicatrion calidum
Cicatrion calidum là một loài bọ cánh cứng trong họ Cerambycidae.